# Björn Sandmark
Björn Erik Sandmark, född 2 september 1960 i Fjällbacka, är en svensk teaterchef.

## Biografi
Björn Sandmark är utbildad ämneslärare i svenska och engelska och var under en period doktorand i litteraturvetenskap vid Göteborgs universitet. Han var lektor i skandinavistik vid Universität Erlangen-Nürnberg i Tyskland 1988–1992. Sandmark har även varit lärare vid Strömstads gymnasium, rektor för Tyska skolan i Göteborg och Alströmergymnasiet i Alingsås samt utbildningschef i Mölndals kommun 2001–2008. Han var chef för Göteborgs stads kulturförvaltning 2008–2014 och är VD och teaterchef för Göteborgs stadsteater sedan 2014.
Sandmark var medlem av redaktionen och senare av styrelsen för tidskriften Ord&Bild 1992–2002 och kulturskribent i främst Göteborgs-Posten och Expressen 1992–2008. Han är lektör för Albert Bonniers Förlag sedan 1995. 
Han är sedan 2013 gift med författaren Ann-Marie Ljungberg.

## Utmärkelser
Sandmark tilldelades Karin Gierows pris från Svenska Akademien för kulturjournalistik 2008.

## Tidskriftsartiklar
Intighetens rum. Om Peter Handke. Marginal nr 2
Sönderfallets fenomenologi. Om Till Damaskus. Marginal nr 4
Den utestängda debatten om kärnkraften. Moderna Tider nr 96
Allt förgängligt är bara en bild. Ord&Bild 1/00

## Översättningar
- Josef Haslinger Ord&Bild 4,5/93
- Wolf Lepenies Ord&Bild 2/92
- Theodor W Adorno Ord&Bild 6/93
- Robert Menasse Ord&Bild 2/96
- Jutta Ditfurth, Ord&Bild 4/95
- Iris Radisch, Ord&Bild 4/95
- Ingeborg Bachmann, Ord&Bild 4/95
- Paul Celan Expressen 23/1 1999
- Herta Müller, DN 10/10 2009
- Theodor W Adorno, Bonniers konsthall, 2013
- Zinnie Harris, How to Hold Your Breath, pjäs 2016
- Wolf Lepenies, Följderna av en oerhörd händelse, Korpen, 2019
- Paul Celan:
- Vallmo och minne, med Eva Ström, Faethon, 2020
- Från tröskel till tröskel, med Eva Ström, Faethon, 2020
- Språkgaller med Mikael van Reis, Faethon, 2020
- Ingenmansrosen med Mikael van Reis, Faethon, 2020